# Metaphycus memphis
Metaphycus memphis är en stekelart som beskrevs av John S. Noyes 2004. Metaphycus memphis ingår i släktet Metaphycus och familjen sköldlussteklar.
Artens utbredningsområde är:
- Costa Rica.
- El Salvador.
- Guatemala.

Inga underarter finns listade i Catalogue of Life.